# Victòria Peña i Nicolau
Victoria Peña i Nicolau (Palma, Mallorca, 28 de marzo de 1827 - Barcelona, 1898), también conocida por Victoria Peña de Amer, fue una poeta, hermana de Pere de Alcàntara Peña i Nicolau, casada con el poeta Miquel Victorià Amer.

## Biografía
Durante su juventud, estudió preferentemente autores religiosos como santa Teresa, fray Luis de León y fray Luis de Granada. Empezó a escribir de joven con un grupo que editaba la revista El Plantel, donde conoció Miquel Amer, con quien se casaría y se trasladaría a Barcelona el 1859, puesto que el marido fue nombrado administrador del Ferrocarril norteño.
La participación de Amer en la fundación y mantenimiento de los Juegos Florales de Barcelona facilitó la participación de Victoria en certámenes poéticos. obtuvo un accéssit el 1859 con Anyorança y fue premiada todavía en varias ocasiones (1865 por Amor de mare, 1873 por Una visita a ma pàtria, 1880 por Joventut perduda y 1883 por Lo meu niu). La gran participación de Victoria Peña en numerosos certámenes provocó incluso las críticas de personas como por ejemplo Miquel de los Sants Oliver. Francesc Matheu recogió gran parte de su poesía el 1909, después de morir la escritora, en un libro editado en Barcelona, Poesies de Victòria Penya d'Amer. Murió en Barcelona en 1898.